# Gadarene Lake
Der Gadarene Lake ist ein 1,5 km langer See an der Rymill-Küste des Palmerlands auf der Antarktischen Halbinsel. Er liegt am Fuß des Swine Hill im Schelfeis des George-VI-Sunds. Sein östliches Ufer grenzt an küstennahe Felsformationen. Gespeist wird er im antarktischen Sommer durch Schmelzwasser aus einer Schlucht unmittelbar nördlich des Swine Hill.
Wissenschaftler des Falkland Islands Dependencies Survey entdeckte ihn 1948 und benannten ihn in Anlehnung an Die Heilung des Besessenen von Gerasa aus dem Markusevangelium der Bibel (Mk 5, 1–20), bei der Jesus die Dämonen eines Besessenen in eine Schweineherde einfahren ließ (englisch Gadarene Swine). Sie spielten damit auf das Verhalten ihrer Schlittenhunde an, die sich bei der Ankunft am See wie besessen in ihn hineingestürzt hatten.